# Philopterus timmermanni
Philopterus timmermanni är en insektsart som först beskrevs av Zlotorzycka 1964.  Philopterus timmermanni ingår i släktet fjäderlingar, och familjen fjäderlöss. Arten är reproducerande i Sverige.